# Platinum (bài hát)
"Platinum" (プラチナ) là đĩa đơn thứ sáu của ca sĩ Sakamoto Maaya, được phát hành vào ngày 21 tháng 10 năm 1999. Đĩa đơn này thuộc về soundtrack anime Cardcaptor Sakura và được sử dụmg làm bài hát chủ đề mùa 3 Cardcaptor Sakura.

## Danh sách Track
1. Platinum (プラチナ?)
2. 24
3. Platinum (Instrumental)
4. 24 (Instrumental)

## Xếp hạng
| Bảng xếp hạng        | Vị trí cao nhất | Doanh thu | Bảng xếp hạng tuần |
| -------------------- | --------------- | --------- | ------------------ |
| Oricon Weekly Single | 21              | 38,260    | 5                  |